# Volley Modena
O  Volley Modena, foi uma equipe italiana de voleibol feminino da comuna de Módena, província de homônima, região da Emília-Romanha.

## Histórico

### Fundação e início das atividades
Inicialmente fundado com o nome de Circolo Cabassi  na década de 50 na cidade de Modena, que também competiam pela cidade os times Indomita Minelli e Audax. estreou na Liga A primeira vez em 1960,  quando herdou a vaga do Audax. Alcançaram o vice-campeonato na temporada de 1964-65 e mais adiante utilizou a alcunha de Coma Mobili Modena. O rebaixamento do clube ocorreu na jornada 1969-70 para a Série B, e após um ano retornou a elite nacional.

### Primeira Copa Itália
Após desativação do time Fini Modena em 1973, o clube tornou-se uma potência do vôlei feminino da cidade, e que mais adiante passa a ser Volley Modena. Em meados da década de 80, com ingresso do patrocínio do Civ&Civ, começou a ser o principal adversário do multi-campeão do Olimpia Teodora de Ravenna. Na temporada de 1989-90, conquistou seu primeiro título da  Copa da Itália. Na década de 1990, alcançou os vice-campeonatos em confrontos com Pallavolo Femminile Matera  e pelo Volley Bergamo.Em 1991 disputou a edição do Mundial de Clubes em São Paulo e foi semifinalista, com a alcunha Occhi Verdi Modena.
Em 1997,  com aquisição da empresa pelo empresário toscano Francesco Pini ocorreu a mudança nas cores do amarelo e azul para o preto e verde, homenageando o novo patrocínio da Omnitel. Após amargar sete vice-campeonatos  de 1986 a 1997, com a contratação da técnica chinesa Lang Ping  na temporada 1999-00  com a alcunha de Phone Limited Modena, conquistou seu primeiro título da Liga A1 vencendo na final o  Medinex Reggio Calabria e alcançou na temporada de 2000-01 no primeiro título na Liga dos Campeões . Após, conquistar mais uma edição da Copa da Itália, da Copa CEV e uma Supercopa da Itália, em 2003 o empresário Pini vendeu a empresa para um consórcio de empresários de Modena.

### Declínio
A dificuldade de conseguir que novos patrocinadores invistam no time, o clube foi enfrentando problemas econômicos e ao terminar a temporada 2004-05, ocorreu o rebaixamento   para Série A2, e anunciou sua falência, e desde 1952 a cidade tinha representantes no campeonato nacional, e vendeu o título para participação da Série A2 ao Sassuolo Volley  ao empresário Claudio Giovanardi 

### Alcunhas utilizadas
As nomenclaturas que utilizou em sua trajetória da Liga Italiana: 
- Circolo Cabassi (1959–1969)
- Coma Modena (1969–1982)
- Civ&Civ Modena (1982–1989)
- Cemar Modena (1989–1990)
- Occhi Verdi Modena (1990–1991)
- Isola Verde Modena (1991–1994)
- Anthesis Modena (1994–1997)
- Omnitel Modena (1997–1999)
- Phone Limited Modena (1999–2000)
- Edison Volley Modena (2000–2002)
- Volley Modena (2002–2005)

## Títulos

### Campeonatos internacionais
Mundial de Clubes
- Quarto posto: 1991

 Liga dos Campeões
- Campeão: 2000-01

 Supercopa Europeia
- Campeão: 1996

 Taça CEV
- Campeão: 1994-95, 1995-96, 1996-97
- Vice-campeão:1987-88

 Taça Challenge
- Campeão: 1986-87, 2001-02
- Vice-campeão: 1987-88, 1991-92

### Campeonatos nacionais
Campeonato Italiano
- Campeão: 2000-01
- Vice-campeão: 1964-65, 1974-75, 1985-86, 1986-87, 1987-88, 1993-94, 1994-95, 1995-96, 1996-97

 Copa Itália
- Campeão: 1989-90, 2001-02
- Vice-campeão:1993-94,1995-96,1996-97, 1999-00

 Supercopa Italiana
- Campeão: 2002
- Vice-campeão:1996 1997 2000